# Get Behind Me Satan
Get Behind Me Satan je páté studiové album skupiny The White Stripes, které bylo vydáno v červnu 2005. Oproti předchozí desce Elephant ubylo syrovosti a tvrdých kytar. Je tu slyšet piáno a ve dvou skladbách dokonce marimba – The Nurse a Forever For Her (Is Over For Me). Časopis Rolling Stone označil tuto desku jako třetí nejlepší album roku 2005. Album také získalo cenu Grammy za „Nejlepší alternativní album“ roku 2006.

## Seznam skladeb
1. Blue Orchid (2:37)
2. The Nurse (3:47)
3. My Doorbell (4:01)
4. Forever for Her (Is Over for Me) (3:15)
5. Little Ghost (2:18)
6. The Denial Twist (2:35)
7. White Moon (4:01)
8. Instinct Blues (4:16)
9. Passive Manipulation (0:35)
10. Take, Take, Take (4:22)
11. As Ugly as I Seem (4:09)
12. Red Rain (3:52)
13. I'm Lonely (But I Ain't That Lonely Yet) (4:19)